# SSHFS
SSHFS (Secure SHell FileSystem) — это клиентская программа для Linux (и других операционных систем, для которых существует реализация FUSE (Filesystem in Userspace), например Mac OS X), используемая для удаленного управления файлами по протоколу SSH (точнее, его расширению SFTP) таким образом, как будто они находятся на локальном компьютере.
Для Mac OS Google выпустил MacFUSE. MacFusion предлагает графический интерфейс для MacFUSE и архитектуру плагинов; плагины включают исполняемые файлы FTP и SSHFS из проекта MacFUSE.
Администратор может настроить ограниченный аккаунт на сервере для обеспечения большей безопасности и пользователь сможет видеть только выделенную ему область в системе.
Чтобы смонтировать каталог /path/to/directory на удаленном сервере remotehost от имени пользователя user в локальный каталог /local/path, нужно использовать команду:
```
sshfs user@remotehost:/path/to/directory /local/path
```

Для отключения используется команда
```
umount /local/path
```

или для более ранних версий
```
fusermount -u /local/path
```

Подобные функции для операционных систем семейства Windows обеспечивает библиотека Dokan SSHFS, но она отличается реализацией и не основана на FUSE.